# Biblioteka Narodowa Laosu
Biblioteka Narodowa Laosu (laot. ຫໍສະໝຸດແຫ່ງຊາດ) – biblioteka narodowa w Wientianie w Laosie.  

## Historia
Biblioteka została założona w 1956 roku i podlegała Departamentowi Sztuk Pięknych Ministerstwa Edukacji. Gdy w 1975 roku powstała Laotańska Republika Ludowo-Demokratyczna, zmieniono nazwę na Dyrekcja Bibliotek, Muzeów i Archeologii. Od 1983 roku biblioteka podlega Wydziałowi Kultury przy Ministerstwie Informacji i Kultury. Do 1985 roku biblioteka mieściła się w tym samym budynku co Muzeum Rewolucji, po czym przeniosła się do budynku w centrum Wientianu. W 1997 roku nazwę zmieniono na Biblioteka Narodowa Laosu. Od 1975 roku biblioteka opracowuje bibliografię książek wydanych w języku laotańskim. W latach 2013–2016 został zbudowany nowy budynek biblioteki. Został on oddany do użytku 29 grudnia 2016 roku.   

## Udostępnianie
Ze zbiorów biblioteki mogą korzystać wszyscy zainteresowani w czytelniach, a po rejestracji i opłaceniu rocznej opłaty wynoszącej 30 000 kip (mieszkańcy Laosu) lub 50 000 (osoby z zagranicy) można wypożyczać książki do domu. Dla szkół biblioteka udostępnia zbiory mobilnie. Biblioteka w 2016 roku zatrudniała 39 osób, w tym 21 kobiet. 

## Zbiory
Zgodnie z ustawą z 2012 roku biblioteka ma prawo do 3 egzemplarzy każdego wydawnictwa wydanego na terenie Laosu niezależnie od języka. Nakazem objęte są książki, czasopisma, mapy i gazety. Biblioteka posiada książki w języku laotańskim oraz w angielskim, francuskim, tajskim, wietnamskim, koreańskim, japońskim i rosyjskim. Zbiór ponad 4000 rzadkich książek i czasopism z okresu Indochin Francuskich z lat 1870–1954 zawiera książki i czasopisma przeważnie w języku francuskim i pozwala poznać życie w Laosie w okresie kolonialnym. Zbiory literatury to ponad 5000 woluminów, głównie w języku angielskim. Dodatkowo biblioteka posiada zbiór ponad 1500 rękopisów na liściach palmowych. Niektóre z nich pochodzą sprzed ponad 400 lat. Od 1999 roku w bibliotece istnieje Archiwum Muzyki Tradycyjnej, które zgromadziło kolekcję ponad 3000 nagrań dźwiękowych, prawie 100 godzin nagrań wideo, a także zdjęcia, wywiady, transkrypcje, rysunki, instrumenty muzyczne i wywiady z dwudziestu pięciu różnych grup etnicznych w Laosie.

## Budynek
W 2013 roku podjęto decyzję o budowie nowej siedziby biblioteki. Stary budynek kolonialny w którym biblioteka działała od 1985 roku, w 2012 roku rząd przekazał razem z parcelą  firmie Chitchaleun Construction Co., Ltd. w zamian za budowę nowego budynku. Wartość kontraktu wyniosła 5 milionów dolarów (około 40 miliardów kipów). Nowy żelbetonowy budynek biblioteki o wymiarach 83 x 41 m ma 4 kondygnacje, 28 m wysokości i powierzchnię 11 875 m². Budowa miała zakończyć się w 2015 roku, ale ostatecznie został on oddany 29 grudnia 2016 roku. Oprócz magazynów i wypożyczalni i czytelni w budynku jest sala konferencyjna, pokoje do pracy i pracownia naukowa oraz czytelnie. W budynku jest system monitoringu, przeciwpożarowy i sieć internetowa. Nowy budynek znajduje się niedaleko Muzeum Kaysone Phomvihana w Sivilay w Wientianie.